# Otomi
Otomi, eller hñähñu som de själva kallar sig, är ett mexikanskt urfolk som utgör urbefolkningen i mexico- och tlaxcaladalarna.
De förekommer speciellt i Valle del Mezquital i delstaten Hidalgo, där hñähñu fortfarande pratas.
Hñähñu är en del av den oto-mangueanska språkfamiljen.